# Skruedybel
En skruedybel eller skruedyvel (anglisering (wall) plug, tysk Dübel) er en hul dybel som isættes et hul med formålet at fordele en skrues tryk, så skruen bedre forankres i fx en mur, grundet skruedyblens friktion og ydre fortanding med hullets inderside.
Skruedybler, som skal anvendes i lofter eller til ting som varmer, skal være brandsikre og lavet af varmebestandige materialer (klasse A). Skruedybler af plast vil smelte ved varmepåvirkning og fastgøringer vil derfor svigte.

## Historie
Skruedyblen blev opfundet af John Joseph Rawlings mellem 1910 og 1911 og patenteret i 1911. Han grundlagde sit firma The Rawlplug Company i 1919. The Rawlplug Company skruedybler blev navngivet rawlplugs og dette navn er stadig varemærkebeskyttet. Rawlplugs og rawlplug ses hyppigt stavet forkert på dansk som rawplugs og rawplug.

## Skruedybel varianter
- Plastdybel, plastdyvel, plastdübel - skruedybel lavet af plast.
  - Nylondybel, nylondyvel, nylonplug, nylondübel - skruedybel lavet af nylon.
- Gipsdybel, gipsdyvel - skruedybel beregnet til forankring i gipsplader.
- Universaldybel, universaldyvel, universalplug - virker typisk til bl.a. beton, letbeton, tegl, gipsplader.
- Hulrumsdybel, hulrumsdyvel
  - Kipdybel, kipdyvel, vippedybel, vippedyvel - anvendes typisk i loft eller væg, når der er hulrum over/bag. Egnet til stor last.[4]
  - klapdybel, klapdyvel - anvendes typisk i loft eller væg, når der er hulrum over/bag. Egnet til stor last.[4]
  - pladeekspansionsdybel, pladeekspansionsdyvel, pladeekspansionsplug